# 1816

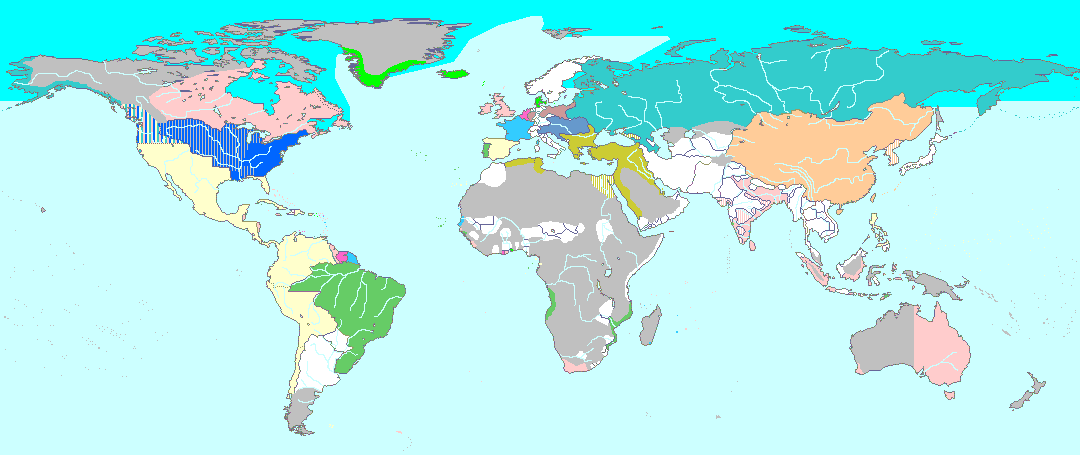
Il mondo nel 1816

Il 1816 (MDCCCXVI in numeri romani) è un anno bisestile del XIX secolo.

## Eventi
- Nell'emisfero settentrionale si verificano anormalità climatiche dovute all'abbassamento della temperatura causato dall'eruzione del vulcano Tambora avvenuta nel 1815. In particolare nell'Europa settentrionale vengono perduti i raccolti e l'anno viene ricordato come anno senza estate o anno della miseria.
- René Laennec inventa lo stetoscopio.
- Tsultrim Gyatso diventa il 10º Dalai Lama.
- Bombardamento inglese di Algeri.
- Johann Wolfgang von Goethe pubblica il primo volume di Viaggio in Italia, il resoconto di un Grand Tour che l'autore compì in Italia tra il 1786 e il 1788.
- 1º gennaio – Nel Regno Lombardo-Veneto entrano in vigore i codici civile e penale austriaci.
- 20 febbraio – Roma: al Teatro di Torre Argentina viene presentato Il barbiere di Siviglia, melodramma buffo in due atti di Gioachino Rossini, su libretto di Cesare Sterbini. La prima risulta un fiasco, ma in seguito le repliche ne segnano il successo.
- 6 luglio – Col Motu Proprio "Quando per ammirabile disposizione", papa Pio VII riforma il sistema catastale e la nuova ripartizione territoriale dello Stato Pontificio, suddiviso in tredici delegazioni e quattro legazioni (Bologna, Ferrara, Forlì, Ravenna), oltre al Distretto di Roma ribattezzato Comarca.
- 9 luglio – L'Argentina dichiara la sua indipendenza dalla Spagna nella città di Tucumán.
- 8 dicembre – Atto di unione del Regno di Napoli e del Regno di Sicilia.

## Nati
Ci sono circa 330 voci su persone nate nel 1816; vedi la pagina Nati nel 1816 per un elenco descrittivo o la categoria Nati nel 1816 per un indice alfabetico.

## Morti

### Gennaio
- 6 gennaio - Franz Joseph von Albini, diplomatico, militare e politico austriaco (n. 1748)
- 9 gennaio - Federico Guglielmo di Nassau-Weilburg, nobile (n. 1768)
- 10 gennaio - Giovanni Valesi, tenore tedesco (n. 1735)
- 13 gennaio - Antoine Dupré, poeta e drammaturgo haitiano (n. 1782)
- 13 gennaio - Heongyeong di Joseon, principessa coreana (n. 1735)
- 16 gennaio - Francesco Melzi d'Eril, nobile e politico italiano (n. 1753)
- 20 gennaio - Carolina Luisa di Sassonia-Weimar-Eisenach, principessa tedesca (n. 1786)
- 27 gennaio - Samuel Hood, I Visconte di Hood, ammiraglio britannico (n. 1724)
- 28 gennaio - Wichard Joachim Heinrich von Möllendorf, generale prussiano (n. 1724)
- 29 gennaio - Jean-Charles Monnier, generale francese (n. 1758)
- 29 gennaio - Elizabeth Waldegrave, nobildonna britannica (n. 1760)

### Febbraio
- 2 febbraio - Sophie von Fersen, nobildonna svedese (n. 1757)
- 4 febbraio - Richard Fitzwilliam, musicologo irlandese (n. 1745)
- 4 febbraio - Robert Hobart, IV conte di Buckinghamshire, politico inglese (n. 1760)
- 4 febbraio - Joachim Perinet, commediografo e attore teatrale austriaco (n. 1765)
- 7 febbraio - Giovanni da Triora, presbitero e missionario italiano (n. 1760)
- 9 febbraio - Luigi Braschi-Onesti, nobile italiano (n. 1745)
- 10 febbraio - Giuseppe Maria Doria Pamphilj, cardinale e arcivescovo cattolico italiano (n. 1751)
- 10 febbraio - Jean-Paul-Égide Martini, compositore tedesco (n. 1741)
- 11 febbraio - Cristiana Enrichetta del Palatinato-Zweibrücken, nobile tedesca (n. 1725)
- 12 febbraio - Carlo Bartolomeo Richelmi di Bovile, generale italiano (n. 1756)
- 15 febbraio - Luigi d'Assia-Philippsthal, generale tedesco (n. 1766)
- 16 febbraio - Innocenzo Ansaldi, pittore, storico dell'arte e poeta italiano (n. 1734)
- 16 febbraio - Abel Bürja, matematico tedesco (n. 1752)
- 16 febbraio - Gianantonio Della Beretta, vescovo cattolico italiano (n. 1733)
- 16 febbraio - Francesco Sforza Cesarini, VI principe di Genzano, principe italiano (n. 1773)
- 17 febbraio - Johann Lorenz Blessig, teologo tedesco (n. 1747)
- 22 febbraio - Adam Ferguson, sociologo, storico e filosofo britannico (n. 1723)
- 22 febbraio - Eugénie D'Hannetaire, attrice teatrale francese (n. 1746)
- 25 febbraio - Francesco Apostoli, avventuriero italiano (n. 1755)
- 25 febbraio - Friedrich Wilhelm von Bülow, generale prussiano (n. 1755)

### Marzo
- 3 marzo - Johann August von Starck, presbitero, teologo e saggista tedesco (n. 1741)
- 7 marzo - Gaetano d'Ancora, archeologo, filologo e grecista italiano (n. 1751)
- 8 marzo - Giuseppe Maria Doria, doge (n. 1730)
- 9 marzo - Clément Gosselin, militare francese (n. 1747)
- 14 marzo - Ernst Karl Friedrich Wunderlich, filologo classico tedesco (n. 1783)
- 16 marzo - Roger Ducos, politico francese (n. 1747)
- 16 marzo - Giuseppe Jannacconi, compositore italiano (n. 1740)
- 18 marzo - Liborio Coccetti, pittore italiano (n. 1739)
- 19 marzo - Filippo Mazzei, medico, filosofo e saggista italiano (n. 1730)
- 20 marzo - Maria I del Portogallo, regina portoghese (n. 1734)
- 22 marzo - Ernst Friedrich von Ockel, teologo lettone (n. 1742)
- 23 marzo - Georg Friedrich Hildebrandt, chimico, anatomista e farmacista tedesco (n. 1764)
- 23 marzo - Ignaz Vitzthumb, musicista e compositore austriaco (n. 1724)
- 24 marzo - Carlo Amoretti, naturalista, agronomo e traduttore italiano (n. 1741)
- 24 marzo - Federico Augusto di Nassau-Usingen, duca (n. 1738)
- 29 marzo - Franz Ludwig von Cancrin, mineralogista, architetto e scienziato tedesco (n. 1738)
- 29 marzo - John Twiggs, generale statunitense (n. 1750)
- 31 marzo - Pancrazio Amoretti, incisore italiano (n. 1732)
- 31 marzo - Jean-François Ducis, poeta e drammaturgo francese (n. 1733)

### Aprile
- 4 aprile - Nicolas Jacques Antoine Vestier, architetto italiano (n. 1765)
- 7 aprile - Maria Ludovica d'Austria-Este, nobildonna (n. 1787)
- 8 aprile - Giulia Billiart, religiosa francese (n. 1751)
- 9 aprile - Daniel Tállayi, giornalista, editore e politico slovacco (n. 1760)
- 18 aprile - Giovanni Paolo Schulthesius, religioso, compositore e pianista tedesco (n. 1748)
- 22 aprile - Anna Aleksandrovna Stroganova, nobildonna russa (n. 1739)
- 24 aprile - Federico Carlo di Schleswig-Holstein-Sonderburg-Beck, nobile danese (n. 1757)
- 28 aprile - Johann Heinrich Abicht, filosofo tedesco

## Calendario
| Calendario 1816 | Calendario 1816 | Calendario 1816 | Calendario 1816 | Calendario 1816 | Calendario 1816 | Calendario 1816 | Calendario 1816 | Calendario 1816 | Calendario 1816 | Calendario 1816 | Calendario 1816 | Calendario 1816 | Calendario 1816 | Calendario 1816 | Calendario 1816 | Calendario 1816 | Calendario 1816 | Calendario 1816 | Calendario 1816 | Calendario 1816 | Calendario 1816 | Calendario 1816 | Calendario 1816 | Calendario 1816 | Calendario 1816 | Calendario 1816 | Calendario 1816 | Calendario 1816 | Calendario 1816 | Calendario 1816 | Calendario 1816 | Calendario 1816 |
| --------------- | --------------- | --------------- | --------------- | --------------- | --------------- | --------------- | --------------- | --------------- | --------------- | --------------- | --------------- | --------------- | --------------- | --------------- | --------------- | --------------- | --------------- | --------------- | --------------- | --------------- | --------------- | --------------- | --------------- | --------------- | --------------- | --------------- | --------------- | --------------- | --------------- | --------------- | --------------- | --------------- |
|                 | 1               | 2               | 3               | 4               | 5               | 6               | 7               | 8               | 9               | 10              | 11              | 12              | 13              | 14              | 15              | 16              | 17              | 18              | 19              | 20              | 21              | 22              | 23              | 24              | 25              | 26              | 27              | 28              | 29              | 30              | 31              |                 |
| Gennaio         | Lu              | Ma              | Me              | Gi              | Ve              | Sa              | Do              | Lu              | Ma              | Me              | Gi              | Ve              | Sa              | Do              | Lu              | Ma              | Me              | Gi              | Ve              | Sa              | Do              | Lu              | Ma              | Me              | Gi              | Ve              | Sa              | Do              | Lu              | Ma              | Me              |                 |
| Febbraio        | Gi              | Ve              | Sa              | Do              | Lu              | Ma              | Me              | Gi              | Ve              | Sa              | Do              | Lu              | Ma              | Me              | Gi              | Ve              | Sa              | Do              | Lu              | Ma              | Me              | Gi              | Ve              | Sa              | Do              | Lu              | Ma              | Me              | Gi              |                 |                 |                 |
| Marzo           | Ve              | Sa              | Do              | Lu              | Ma              | Me              | Gi              | Ve              | Sa              | Do              | Lu              | Ma              | Me              | Gi              | Ve              | Sa              | Do              | Lu              | Ma              | Me              | Gi              | Ve              | Sa              | Do              | Lu              | Ma              | Me              | Gi              | Ve              | Sa              | Do              |                 |
| Aprile          | Lu              | Ma              | Me              | Gi              | Ve              | Sa              | Do              | Lu              | Ma              | Me              | Gi              | Ve              | Sa              | Do              | Lu              | Ma              | Me              | Gi              | Ve              | Sa              | Do              | Lu              | Ma              | Me              | Gi              | Ve              | Sa              | Do              | Lu              | Ma              |                 |                 |
| Maggio          | Me              | Gi              | Ve              | Sa              | Do              | Lu              | Ma              | Me              | Gi              | Ve              | Sa              | Do              | Lu              | Ma              | Me              | Gi              | Ve              | Sa              | Do              | Lu              | Ma              | Me              | Gi              | Ve              | Sa              | Do              | Lu              | Ma              | Me              | Gi              | Ve              |                 |
| Giugno          | Sa              | Do              | Lu              | Ma              | Me              | Gi              | Ve              | Sa              | Do              | Lu              | Ma              | Me              | Gi              | Ve              | Sa              | Do              | Lu              | Ma              | Me              | Gi              | Ve              | Sa              | Do              | Lu              | Ma              | Me              | Gi              | Ve              | Sa              | Do              |                 |                 |
| Luglio          | Lu              | Ma              | Me              | Gi              | Ve              | Sa              | Do              | Lu              | Ma              | Me              | Gi              | Ve              | Sa              | Do              | Lu              | Ma              | Me              | Gi              | Ve              | Sa              | Do              | Lu              | Ma              | Me              | Gi              | Ve              | Sa              | Do              | Lu              | Ma              | Me              |                 |
| Agosto          | Gi              | Ve              | Sa              | Do              | Lu              | Ma              | Me              | Gi              | Ve              | Sa              | Do              | Lu              | Ma              | Me              | Gi              | Ve              | Sa              | Do              | Lu              | Ma              | Me              | Gi              | Ve              | Sa              | Do              | Lu              | Ma              | Me              | Gi              | Ve              | Sa              |                 |
| Settembre       | Do              | Lu              | Ma              | Me              | Gi              | Ve              | Sa              | Do              | Lu              | Ma              | Me              | Gi              | Ve              | Sa              | Do              | Lu              | Ma              | Me              | Gi              | Ve              | Sa              | Do              | Lu              | Ma              | Me              | Gi              | Ve              | Sa              | Do              | Lu              |                 |                 |
| Ottobre         | Ma              | Me              | Gi              | Ve              | Sa              | Do              | Lu              | Ma              | Me              | Gi              | Ve              | Sa              | Do              | Lu              | Ma              | Me              | Gi              | Ve              | Sa              | Do              | Lu              | Ma              | Me              | Gi              | Ve              | Sa              | Do              | Lu              | Ma              | Me              | Gi              |                 |
| Novembre        | Ve              | Sa              | Do              | Lu              | Ma              | Me              | Gi              | Ve              | Sa              | Do              | Lu              | Ma              | Me              | Gi              | Ve              | Sa              | Do              | Lu              | Ma              | Me              | Gi              | Ve              | Sa              | Do              | Lu              | Ma              | Me              | Gi              | Ve              | Sa              |                 |                 |
| Dicembre        | Do              | Lu              | Ma              | Me              | Gi              | Ve              | Sa              | Do              | Lu              | Ma              | Me              | Gi              | Ve              | Sa              | Do              | Lu              | Ma              | Me              | Gi              | Ve              | Sa              | Do              | Lu              | Ma              | Me              | Gi              | Ve              | Sa              | Do              | Lu              | Ma              |                 |